# Тест зі свічкою
Проблема зі свічкою або завдання зі свічкою, також відоме як проблема зі свічкою Дункера, це пізнавальний тест продуктивності, що вимірює вплив функціональної закріпленості на можливості учасника розв'язувати задачі. Тест був створений гештальт психологом Карлом Дункером та опублікований посмертно в 1945. Данкер вперше представив цей тест у своїй дисертації з проблеми вирішення завдань в Університеті Кларка.

## Проблема
Тест представляє учаснику таке завдання: як закріпити свічку, що горить, на стіні (пробковій дошці) таким чином, щоб віск зі свічки не крапав на стіл нижче. Щоб зробити це, можна використовувати лише:
- коробку сірників
- коробку креслярських кнопок

## Рішення

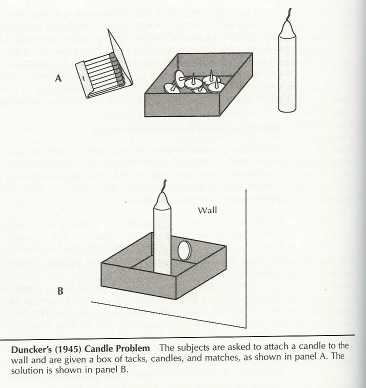
Проблема зі свічкою

Рішення: використати креслярські кнопки щоб прикріпити коробку з під них до стіни і поставити в неї свічку, запалити її сірником. Поняття функціонального розв'язання прогнозує, що учасник буде сприймати коробку лише як пристрій для зберігання креслярських кнопок, не одразу сприймаючи її як окрему та функціональну складову, доступну для використання у вирішенні завдання.

## Відповідь
Багато людей, які намагалися пройти тест вигадували інші творчі, але менш ефективні, методи для досягнення мети. Наприклад, деякі намагалися прикріпити свічку до стіни без використання коробки з креслярськими кнопками, інші намагалися розтопити частину воску свічки та використати його як клей, прикріплюючи свічку до стіни. Жоден з методів не спрацював. Тим не менш, якщо завдання описується з наголошенням на коробку, практично всі учасники показують досягнення оптимального рішення, що є зрозумілим.
Тест був запропонований багатьом людям, у тому числі студентам МДА закладу Kellogg School of Management як дослідження, що вивчає зв'язок між проживанням за кордоном та творчістю.

## Глаксберг
Глаксберг (1962) використав підхід 2×2, комбінуючи дві ситуації: чи були кнопки та сірники в середині або зовні коробок, а також, чи було запропоновано або не запропоновано грошову винагороду за швидке розв'язання завдання. Тим, кому не було запропоновано винагороди, котрих назвали нестимульованими, казали: «Ми проводимо пробну роботу з різними задачами для того, щоб вирішити, які з них найкраще підійдуть для експерименту, який ми плануємо провести пізніше. Ми б хотіли отримати норми щодо термінів, необхідних для вирішення завдання». Іншим, стимульованим, казали: «В залежності від того, як швидко Ви вирішите проблему, Ви можете отримати $5.00 або $20.00. 25 % перших з тих, хто вирішив завдання, отримають по $5.00; найкращий отримає $20.00. Час є вирішальним критерієм.» (Зауважимо, що з поправкою на інфляцію, оскільки рік публікації дослідження 1962, винагороди в сьогоднішніх доларах становлять приблизно $39 і $156, відповідно). Умова, коли коробки були порожніми, виявилася легшою, ніж умова, коли вони були заповненими: більше людей вирішили проблему, а ті, хто вирішили її, зробили це швидше. За умови заповнених коробок, стимульовані учасники виконували завдання гірше ніж нестимульовані. Глаксберг інтерпретував цей результат в термінах «теорії необіхевіоризького розуму»: «високий стимул подовжує вимирання домінуючою звички, таким чином, уповільнюючи процес досягнення панування правильної звички». Пояснення з точки зору ефекту зверхвиправдовування ускладнюється відсутністю головного ефекту для стимулу і через незначну тенденцію, в протилежному напрямку, за умови порожніх коробок.
Ще один спосіб пояснити високий рівень поразок за умов високого стимулу: процес перетворення завдання на конкурс з обмеженими ресурсами може спричинити середній рівень стресу у людини, який може призвести до реакції симпатичної нервової системи, відомої як реакція «Бийся або тікай». Ця реакція на стрес вимикає зони мозку в префронтальній корі, які відповідають за творче мислення та вирішення проблем.

## Лінгвістичні наслідки
E. Торі Хіггінс і W.M. Chaires виявили, що повторення назв предметів спільних пар в цьому тесті, але в іншій та незвичній мовній структурі, такій як коробок та кнопки  замість коробка та кнопок, спрощує роботу над завданням. Це допомагає розрізнити дві речі, як різні та більш доступні.
В писемній версії завдання, яку представили людям з Стенфордського університету, Майкл С. Франк та дослідник з оволодіння мовами Майкл Рамскар повідомили, що просте підкреслення відповідних матеріалів («на столі є a свічка, коробка з кнопками і коробка з сірниками…») збільшує (!) кількість людей, які розв'язали завдання з 25 % до 50 %.